# 2-я воздушная армия дальней авиации
2-я воздушная армия дальней авиации (2 ВА ДА) — воздушная армия СССР в составе Командования дальней авиации Военно-воздушных сил Вооружённых сил СССР.

## История организационного строительства
- Сформирована как 8-я воздушная армия в соответствии с приказом Наркома обороны СССР от 9 июня преобразованием 13 июня 1942 года ВВС Юго-Западного фронта с прибывшими в их состав из резерва Ставки Верховного Главнокомандования авиационными дивизиями и полками. С момента образования входила в состав Юго-Западного фронта. В Сталинградской битве находилась в составе Юго-Восточного, затем (с 12 июля 1942 года) Сталинградского фронта. Позднее в составе Южного фронта (20 октября 1943 переименован в 4-й Украинский). Во время Львовско-Сандомирской операции находилась в составе 1-го Украинского фронта.
- 25 августа 1945 года 4-й Украинский фронт на основании приказа НКО СССР от 9 июля 1945 года расформирован, его полевое управление обращено на формирование Прикарпатского военного округа, а 8-я воздушная армия бо́льшую часть своих соединений передала в состав вновь образованных ВВС Прикарпатского военного округа. Управление 8-й воздушной армии было перебазировано в Винницу, где 9 апреля 1946 года было переформировано в управление 2-й воздушной армии дальней авиации.
- 20 февраля 1949 года на основании директивы Генерального штаба Советской Армии 2-я воздушная армия дальней авиации переименована в 43-ю воздушную армию дальней авиации.
- В связи с сокращениями ВВС 43-я воздушная армия дальней авиации 1 июля 1960 года переформирована, не меняя дислокации штаба, в 43-ю ракетную армию РВСН, а авиационные части сведены во 2-й отдельный тяжёлый бомбардировочный авиационный корпус.
- 43-я ракетная армия (упоминается также как Винницкая ракетная армия) была сформирована к 1 сентября 1960 года[1]. В связи с распадом СССР 6 декабря 1991 года 43-я ракетная армия вышла из состава Ракетных войск стратегического назначения СССР. Личный состав армии принял присягу на верность народу Украины.

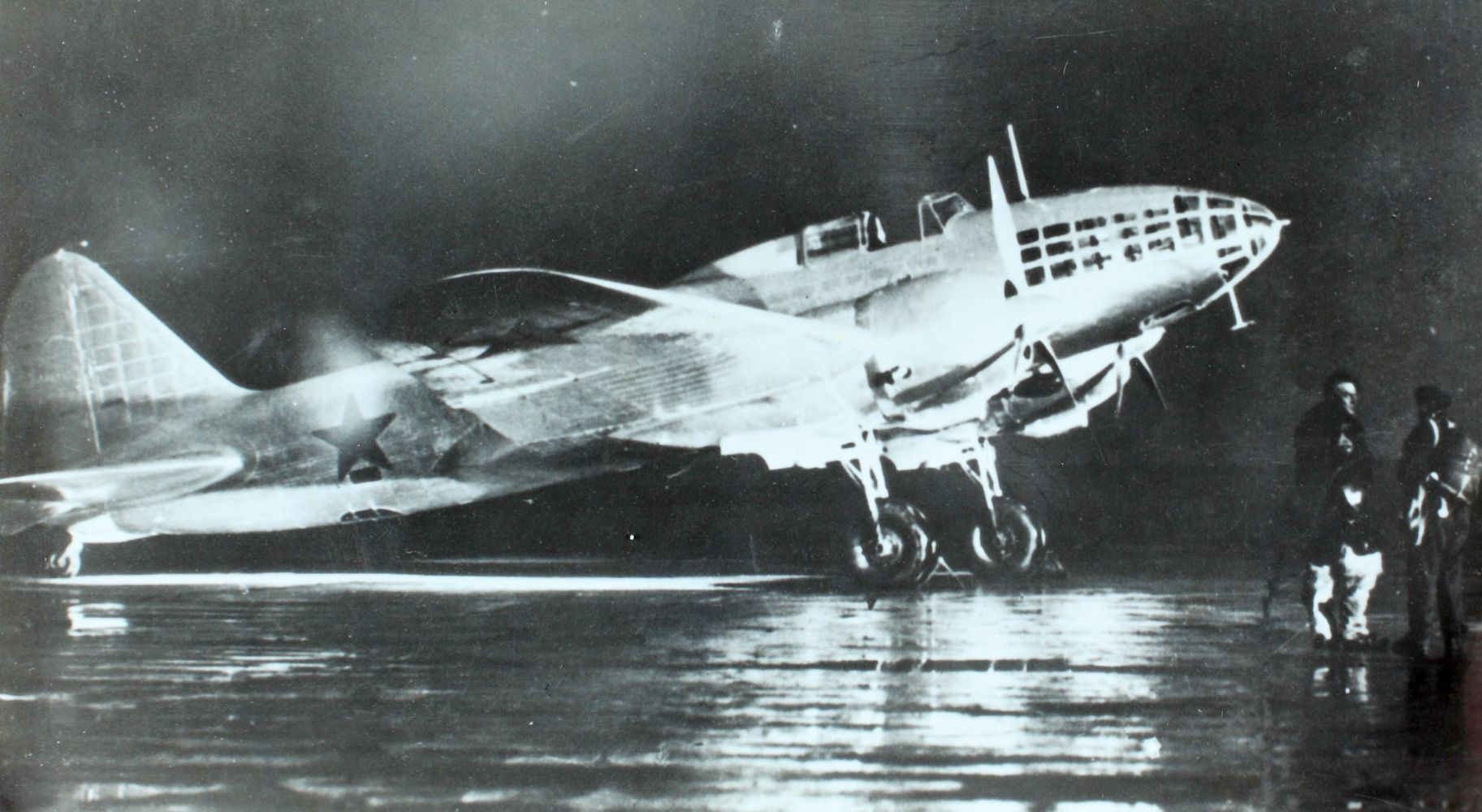
Самолет Ил-4 являлся основным самолётом 2-го гвардейского бомбардировочного авиационного Брянского корпуса до конца 40-х годов прошлого века

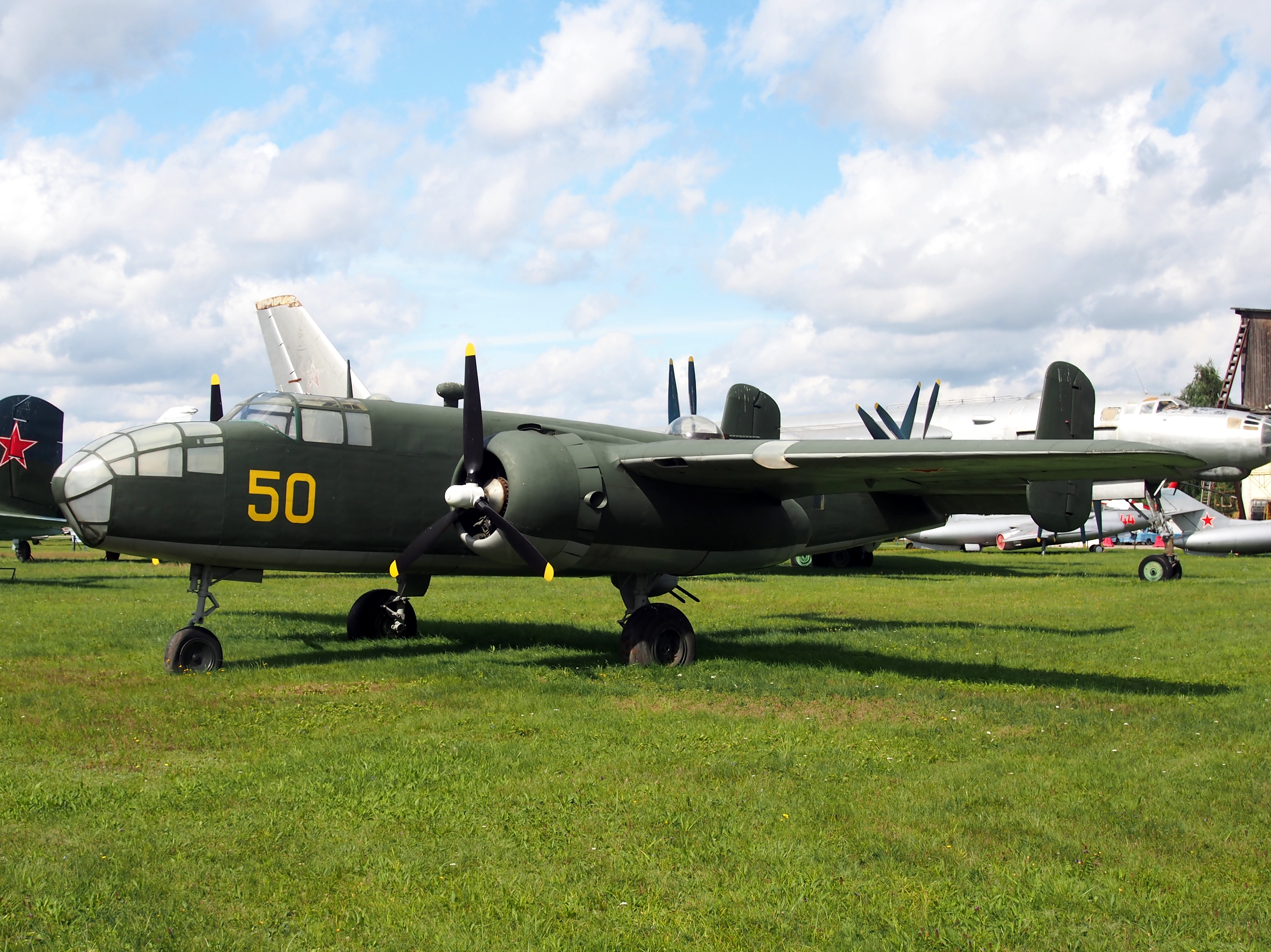
North American B-25D Mitchell в Музее в Монино. Эти самолёты стояли на вооружении 4-го гвардейского бомбардировочного авиационного Гомельского корпуса до 1950 года.

## История наименований
- ВВС Юго-Западного военного округа (21.04.1922 — 27.05.1922);
- ВВС Украинского военного округа (27.05.1922 — 17.05.1935);
- ВВС Киевского военного округа (17.05.1935 — 26.07.1938);
- ВВС Киевского особого военного округа (26.07.1938 — 24.06.1941);
- ВВС Юго-Западного фронта (с 22 июня 1941 года);
- 8-я воздушная армия (13 июня 1942 года);
- 2-я воздушная армия дальней авиации (9 апреля 1946 года);
- 43-я воздушная армия дальней авиации (20 февраля 1949 года);
- 43-я ракетная армия (1 июля 1960 года);
- Войсковая часть 29702 (до 04.1946 г.).
- Войсковая часть 35564 (после 04.1946 г.).

## Состав
- 2-й гвардейский бомбардировочный авиационный Брянский корпус (Полтава, Полтавская область)[2]:
  - 2-я гвардейская бомбардировочная авиационная Севастопольско-Берлинская дивизия (Полтава, Полтавская область)[2]:
    - 182-й гвардейский бомбардировочный авиационный Севастопольско-Берлинский Краснознаменный полк (Прилуки, Полтавская область, Ил-4);
    - 183-й гвардейский авиационный бомбардировочный Смоленско-Берлинский Краснознаменный полк (Узин, Киевская область, Ил-4);
    - 184-й гвардейский бомбардировочный авиационный Полтавско-Берлинский Краснознаменный полк (Прилуки, Полтавская область, Ил-4);
    - 172-й гвардейский бомбардировочный авиационный Смоленско-Будапештский дважды Краснознаменный полк (Прилуки, Полтавская область, Ил-4);

  - 13-я гвардейская бомбардировочная авиационная Днепропетровско-Будапештская ордена Суворова дивизия (Полтава, Полтавская область)[2]:
    - 185-й гвардейский тяжелый бомбардировочный Кировоградско-Будапештский Краснознаменный авиационный полк (Полтава, Полтавская область, Ил-4);
    - 202-й гвардейский бомбардировочный авиационный Севастопольский ордена Суворова полк (Миргород, Полтавская область, Ил-4);
    - 224-й гвардейский бомбардировочный авиационный Ржевско-Будапештский Краснознаменный полк (Полтава, Полтавская область, Ил-4);
    - 226-й гвардейский бомбардировочный авиационный Сталинградско-Катовицкий Краснознаменный полк (Полтава, Полтавская область, Ил-4);
- 4-й гвардейский бомбардировочный авиационный Гомельский корпус (Киев, Киевская область)[2]:
  - 14-я гвардейская бомбардировочная авиационная Брянско-Берлинская Краснознаменная дивизия[2]:
    - 198-й гвардейский бомбардировочный авиационный Севастопольский Краснознамённый полк (Канатово (Кировоград), Кировоградская область, North American B-25 Mitchell);
    - 199-й гвардейский бомбардировочный авиационный Брестский полк (A-20G[3], В-25 с декабря 1944 года) (Канатово (Кировоград), Кировоградская область, North American B-25 Mitchell);
    - 229-й гвардейский бомбардировочный авиационный Рославльский Краснознамённый полк (Канатово (Кировоград), Кировоградская область, North American B-25 Mitchell);
    - 250-й гвардейский бомбардировочный авиационный полк (Канатово (Кировоград), Кировоградская область, North American B-25 Mitchell).

  - 15-я гвардейская бомбардировочная авиационная Гомельская дивизия (Озёрное Житомирская область)[2]:
    - 201-й гвардейский бомбардировочный авиационный Смоленский Краснознамённый полк (Озёрное Житомирская область, North American B-25 Mitchell);
    - 238-й гвардейский бомбардировочный авиационный Севастопольский полк (Озёрное Житомирская область, North American B-25 Mitchell);
    - 251-й гвардейский бомбардировочный авиационный полк (Борисполь, Киевская область, North American B-25 Mitchell);
    - 341-й бомбардировочный авиационный полк (Озёрное Житомирская область, North American B-25 Mitchell).

## Дислокация
- Штаб и управление армии — Киев, с апреля 1946 года — город Винница.
- Части и соединения — на территории Украинской ССР (Винницкая область, Полтавская область, Кировоградская область, Киевская область, Житомирская область[2].

## Подчинение
| Объединение                  | Период                               |
| ---------------------------- | ------------------------------------ |
| Командование дальней авиации | апрель 1946 года — февраль 1949 года |

## Командующие армией
- Генерал-полковник авиации Жданов Василий Николаевич, 09.04.1946 — 15.02.1949